# Зияд ан-Нахала
Зияд ан-Нахала (араб. زياد نخالة‎; род. 6 апреля 1953 года, Хан-Юнис) — палестинский боевик, лидер Палестинского исламского джихада (ПИД) с 28 сентября 2018 года, признанного террористической организацией США, Великобританией, Японией, Канадой, Австралией, Новой Зеландией, Израилем, а также Европейским Союзом. Зияд ан-Нахала был признан особо опасным террористом Соединёнными Штатами в 2014 году.
По разным сообщениям, Зияд ан-Нахала сейчас проживает либо в Ливане, либо в Сирии и остаётся лидером Палестинского исламского джихада, базирующегося в секторе Газы.

## Биография
Зияд ан-Нахала родился 6 апреля 1953 года в Хан-Юнисе, сектор Газа, который тогда была под оккупацией Египта.
В 1971 году он был приговорён к пожизненному заключению в Израиле за его боевую деятельность в Арабском освободительном фронте. Он был одним из 1150 заключённых, освобождённых Израилем 21 мая 1985 года во время обмена по сделке Джибриля.
После освобождения из израильской тюрьмы тогдашний генеральный секретарь ПИД Фатхи Шкаки поручил Зияду ан-Нахали создать в секторе Газа военное крыло группировки ПИД «Бригады Аль-Кудс». Зияд ан-Нахала был снова задержан Израилем в апреле 1988 года за участие в первой интифаде и был выслан в Ливан в августе 1988 года вместе с другими лидерами ПИД.
В 1995 году Зияд ан-Нахала стал заместителем генерального секретаря ПИД.
23 января 2014 года был признан Соединёнными Штатами особо назначенным террористом, в результате чего его имущество в Соединённых Штатах были заморожены. США также предложили вознаграждение в 5 миллионов долларов за информацию, которая приведёт к его задержанию.
Зияд ан-Нахала был избран генеральным секретарём ПИД 28 сентября 2018 года, сменив на этом посту Рамадана Шалаха, перенёсшего ряд инсультов в апреле 2018 года.